# Levisticum officinale
Il levistico o sedano di monte (Levisticum officinale W.D.J. Koch, 1824) è una pianta perenne della famiglia delle Apiaceae. È l'unica specie nota del genere Levisticum.
Viene usata come erba aromatica.

## Descrizione

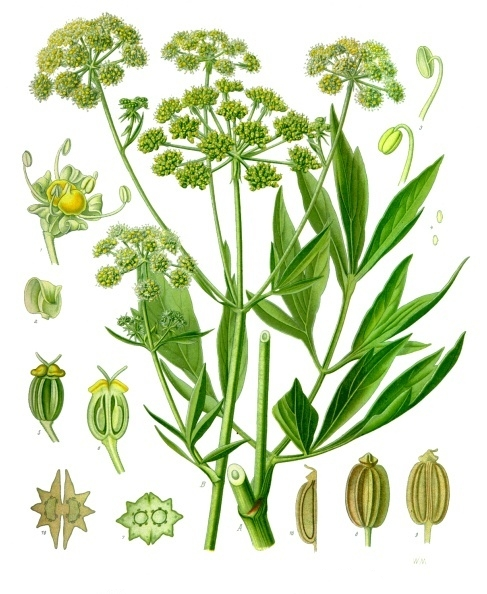
Tavola botanica di Levisticum officinale

Il levistico è una pianta erbacea perenne il cui fusto eretto può crescere fino all'altezza di 2 metri. Le foglie, come aspetto e sapore ricordano quelle del sedano.

## Distribuzione e habitat
La specie è originaria dell'Iran e dell'Afghanistan.
Cresce fino ai 1 800 m s.l.m., ed è una pianta molto rustica; si trova sia in terreni incolti sia in orti, e a volte rinselvatichisce.

## Usi

### Culinario
Si raccolgono le foglie da usare fresche in risotti, brodi, carni, stufati, pollo, baccalà; il seme maturo di questa pianta si usa nei liquori, nelle insalate, nelle schiacciate; l'aroma della pianta è simile a quello del sedano, ma è più gradevole. Il levistico è utilizzato come sostituto di una spezia indiana, l'Ajowan, essendo il primo più comune in Europa.
Il levistico, denominato anche "Sedano di montagna", era abbondantemente usato nella cucina dell'antica Roma. È infatti presente in molte delle ricette di Apicio, ad esempio nel De re coquinaria.
Era anche molto apprezzato dai monaci benedettini che, nel Medioevo, lo diffusero negli orti e nelle corti, soprattutto del Nord Europa dove oggi è ancora molto usato.
Ha un sapore vicino al sedano, ma con un profumo più intenso e pungente che lo rende molto gradevole.

### Medicinale
L'infuso è indicato per i reumatismi e può essere applicato alle ferite come antisettico, o bevuto per stimolare la digestione. Il levistico è secondo solo ai capperi per contenuto di quercetina.